# لی هونگ-کو
لی هونگ-کو (انگلیسی: Lee Hong-koo؛ زادهٔ ۹ مهٔ ۱۹۳۴) سیاست‌مدار اهل کره جنوبی است. وی از ۱۷ دسامبر ۱۹۹۴ تا ۱۸ دسامبر ۱۹۹۵ نخست‌وزیر این کشور بود.
لی هونگ-کو همچنین از مه ۱۹۹۸ تا اوت ۲۰۰۰ سفیر کره جنوبی در ایالات متحده آمریکا بود.